# 柯尼希塞
柯尼希塞（德語：Königsee，發音：[ˈkøːnɪçˌzeː] ⓘ）是德国图林根州萨尔费尔德-鲁多尔施塔特县的城市，面积103.09平方千米，2023年12月31日人口为7,113人。

## 历史
该市镇原名“柯尼希塞-罗滕巴赫”（德語：Königsee-Rottenbach），于2012年12月31日由市镇柯尼希塞与罗滕巴赫合并而成。2019年1月1日，市镇德勒比绍与奥伯海恩并入该市镇，该市镇更名为“柯尼希塞”。

## 友好城市
- 葡萄牙 安西昂
- 德国 埃尔巴赫
- 捷克 伊钦
- 匈牙利 瑙吉考尼饶
- 法國 勒蓬德博瓦桑
- 德国 普尔海姆
- 法國 伊尔松